# Parafia św. Jana Pawła II w Lublinie
Parafia św. Jana Pawła II w Lublinie – parafia rzymskokatolicka w Lublinie, należąca do archidiecezji lubelskiej i dekanatu Lublin – Południe.
Jest to pierwsza parafia pod wezwaniem św. Jana Pawła II w archidiecezji lubelskiej.
Została erygowana 6 czerwca 2010 przez wyłączenie terenu z parafii Miłosierdzia Bożego oraz z parafii św. Marcina w Lublinie – Zemborzycach. Nowy ośrodek duszpasterski wchodzi w skład Centrum Jana Pawła II.
Dekretem arcybiskupa Stanisława Budzika z dnia 27 marca 2012 roku zostało zmienione wezwanie parafii z bł. Księdza Jerzego Popiełuszki na bł. Jana Pawła II.
Kościół parafialny w budowie. Mieści się przy ulicy bp. Fulmana.

## Terytorium
Obejmuje ulice: Biskupa Fulmana 1, 2, 3, 4, 5, 5A, 6, 7, 8, 9, Woronieckiego 1, 3, 5, 7, Rodakiewicza 3, 4, Słomkowskiego 3, 4, Olechnowicza 2, 4, Domeyki – 5, 7, 8, 10, 11, Wapowskiego 1, Nałkowskich – 130, 132, 134, domki jednorodzinne, Samsonowicza – 51, 51A, 55, 57, 59, 61, 63, 65; Rąblowska, Janowska – od 62 do 114 numery parzyste, Osmolicka.